# Hermann Schmidt-Schmied
Hermann Schmidt-Schmied (* 6. Februar 1924; † 31. März 2010) war ein deutscher Maler.

## Werdegang
Schmidt-Schmied studierte Malerei an der Mainzer Kunstschule. Stipendien ermöglichten ihm zwischen 1948 und 1955 Studienaufenthalte an der Universität Nizza und der École Antique in Nimes. 1954 reiste er mit seinem Freund Jo Brenneis und seinem Freund Feri Varga nach Cagnes sur Mer in Südfrankreich. Durch Varga lernte er Pablo Picasso kennen. 1958 gründete er in Arles die Malschule Atelier du Midi.

## Ehrungen
- Bundesverdienstkreuz
- Chevalier Palmes Académiques
- Bürgersäule der Stadt Mainz
- Hannes-Gaab-Teller